# Mattfarbener Teichkäfer
Der Mattfarbene Teichkäfer (Helochares obscurus) ist ein Käfer aus der Familie der Wasserkäfer (Hydrophilidae).

## Merkmale
Mattfarbene Teichkäfer werden bis zu sieben Millimeter lang. Der Chitin-Panzer ist braun glänzend, an den Flügeldecken ist er mit vielen kleinen Punkten bedeckt. Die Körperform ist länglich oval. Der Kopf steht vom Rest des Körpers deutlich ab. Die Fühler sind braun, relativ kurz und am Ende kolbenartig verdickt. Die Taster am Kopf sind recht lang, die Beine sind braun gefärbt.

### Synonyme
- Hydrophilus erythrocephalus Fabricius, 1792[1]
- Hydrophilus variegatus Herbst, 1797[1]
- Helochares subcompressus Rey, 1885[1]
- Helochares substriatus J. Sahlberg, 1903[1]

## Vorkommen
Der Mattfarbene Teichkäfer ist in Europa weitverbreitet. Er ist häufig in kleinen stehenden Gewässern, teilweise sogar in Pfützen zu finden.

## Lebensweise
Die Käfer schwimmen unter Wasser mit gleichmäßigen Bewegungen der Beine, die den Laufbewegungen an Land ähneln. Um neue Lebensräume aufzusuchen, fliegen die Tiere übers Land. Seine Atemluft speichert der Teichkäfer unter den Flügeldecken. Zum Luftholen streckt er den Kopf aus dem Wasser und leitet die frische Atemluft über die Fühler zu den Deckflügeln. Die Käfer ernähren sich rein vegetarisch von Wasserpflanzen. Nach der Paarung bauen die Weibchen aus Gespinstfäden, die sie selbst produzieren, einen Kokon, in den sie die Eier legen. Diesen Kokon tragen die Weibchen am Hinterleib mit sich herum, bis die Larven schlüpfen. Diese ernähren sich von Wasserpflanzen und kleinen Wirbellosen. Sie verpuppen sich an Land. Aus der Puppe schlüpft der fertige Käfer.